# Pintura d'història

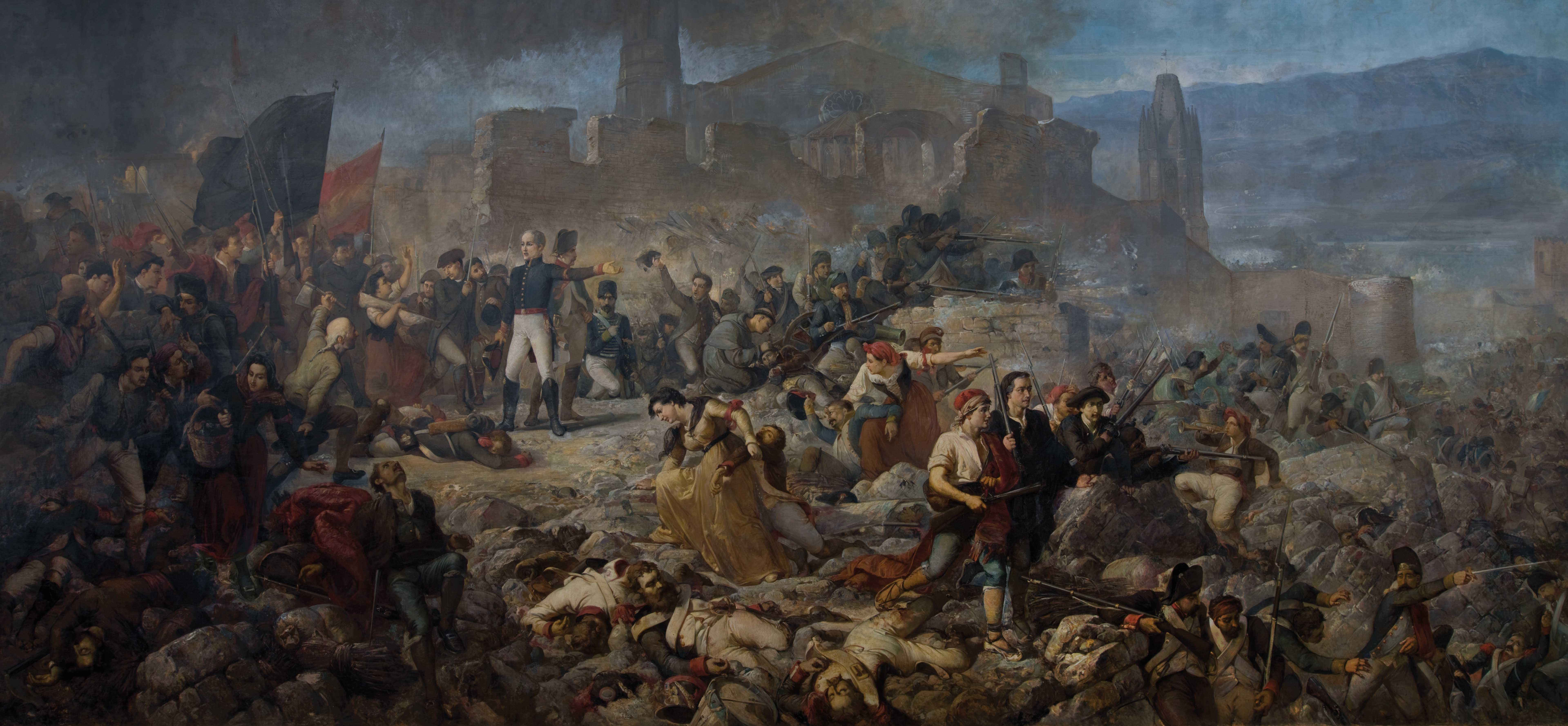
El gran dia de Girona de Ramon Martí i Alsina

Karl Pawlowitsch Brjullow, Els darrers dies de Pompèia (1827-1833), un arquetip de pintura d'història.

La pintura d'història o pintura històrica, és un gènere pictòric típic de l'art vuitcentista occidental. S'inspira en passatges de les sagrades escriptures, la història antiga (Mesopotàmia, Egipte, Grècia, Roma…). Queda inclosa dins la pintura d'història la pintura que tracta temàtica religiosa, mitològica, al·legòrica, històrica o que té per referent la literatura.
El 1667, la pintura d'història va ser considerada per l'historiògraf, arquitecte i teòric del classicisme francès André Félibien (1619-1695) com el gènere principal dins de la jerarquia dels gèneres, però aquest privilegi es va atenuar a la fi del segle xviii i durant el segle xix amb l'ofec del classicisme en benefici d'altres gèneres com el retrat, la pintura de gènere o el paisatge.
La pintura d'història té per objecte la representació de temes religiosos, mitològics, històrics, al·legòrics o els extreu de la literatura i es basa en una interpretació de la vida o expressa un missatge moral o intel·lectual. Sovint, i en particular en el desenvolupament del neoclassicisme, des de la Revolució Francesa i durant el segle xix, la pintura d'història es va concentrar en la representació d'herois, generalment masculins, nus o desvestits.
Al segle xix, la pintura d'història va viure un període de transició durant el qual nombrosos artistes van copiar els estils o als artistes històrics i antics. Al final d'aquest segle, aquest historicisme ha desembocat en l'estil anomenat academicisme, en oposició, al naixement del modernisme.